# 金宏弼
金宏弼（韓語：김굉필，1454年—1504年），號寒暄堂（한훤당)、又号蓑翁（사옹），李氏朝鲜时代的儒学家，被列为东国十八贤之一。諡號文敬（문경）。《国朝儒先录》又将金宏弼与赵光祖、郑汝昌、李彦迪列为朝鲜四贤。

## 著作
- 《寒暄堂集》（韓語：한훤당집）
- 《敬賢錄》（韓語：경현록）
- 《가범》